# 上野御徒町站
上野御徒町站（日语：／ Ueno-okachimachi eki */?）是位於日本東京都台東區上野五丁目，屬於東京都交通局（都營地下鐵）大江戶線的鐵路車站。車站編號是E 09。
開業時的副名稱表記是「上野松坂屋前」，但2008年撤去了站名牌下的副名稱牌。不過，「上野松坂屋前」已經流入資訊廣播，直至2009年初頭資訊廣播更新時不再流通。

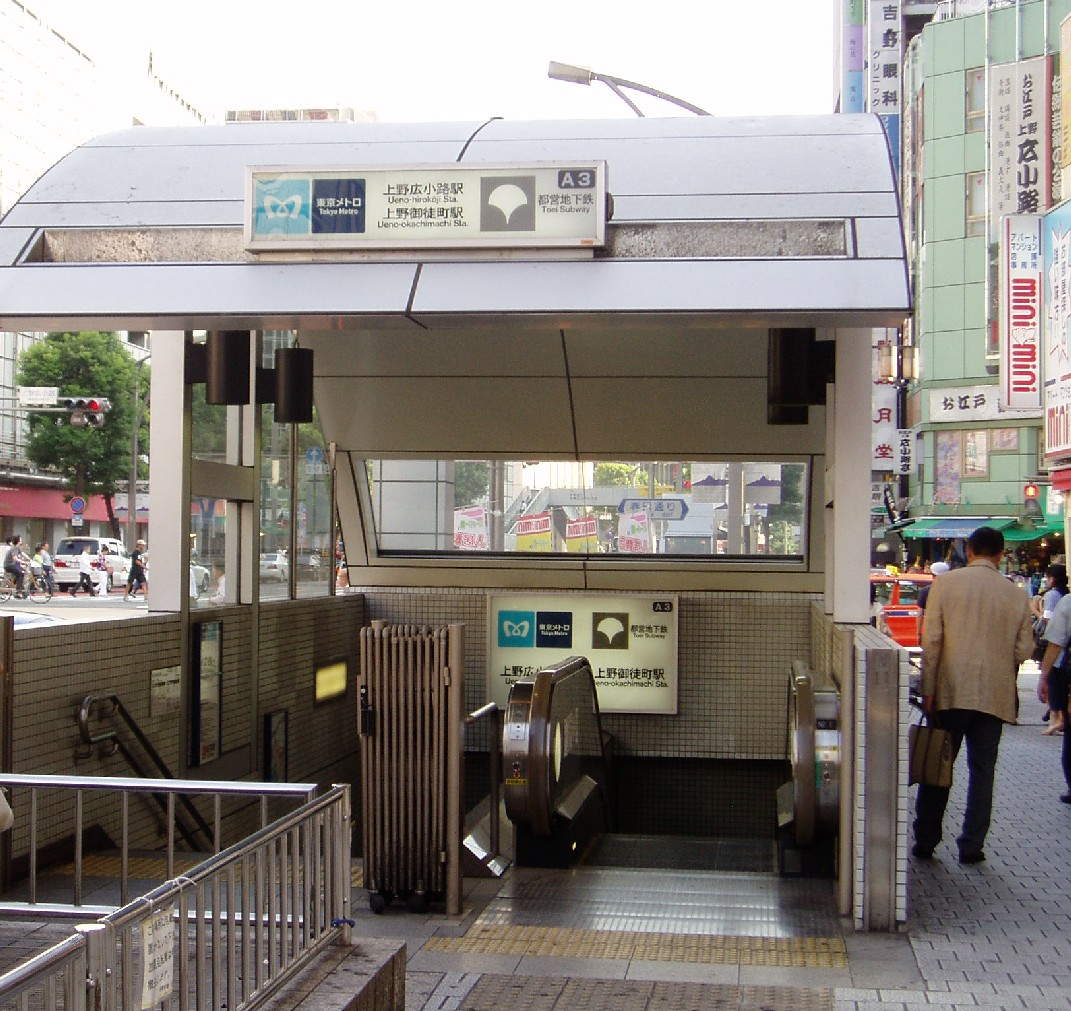
A3出入口（2007年8月）

## 轉乘站
此站的閘外通道連通以下3站，與此站視為同一站。
- 東京地下鐵上野廣小路站 - 銀座線
- 東京地下鐵仲御徒町站 - 日比谷線
- 東日本旅客鐵道（JR東日本）御徒町站 - 京濱東北線、山手線

其中，與銀座線、日比谷線的轉乘適用轉乘優惠。
2009年（平成21年）3月16日，連接上野御徒町站與京成上野站的地下通道開通（因此仲御徒町、上野廣小路站可通往JR、地下鐵上野站），但京成、JR、地下鐵上野站未有轉乘措施。
另外，附近的東京地下鐵千代田線湯島站在計畫時有規劃與12號線（大江戶線）轉乘，但目前尚未實施。

## 歷史
- 2000年（平成12年）12月12日：本站開業。同日開始接受與上野廣小路站、仲御徒町站及御徒町站換乘。
- 2012年（平成24年）：月台門啟用。
- 2015年（平成27年）4月1日：上野御徒町站務區管理的大江戶線藏前站移交給新橋站務管理所淺草橋站務區。
- 2016年（平成28年）4月1日：上野御徒町站務管理所廢止，移交給巢鴨站務管區管理。同時上野御徒町站務區範圍從春日站 - 兩國站改為牛込神樂坂站 - 新御徒町站。

### 站名由來
由相鄰的「上野」與「御徒町」組合而成。開業前的臨時站名為「上野廣小路」，與銀座線車站相同。

## 車站構造
島式月台1面2線之地下車站。
月台與付費區大廳之間設有電梯與電扶梯。往上野廣小路、仲御徒町兩站的連絡通道與A6出口設有電扶梯，A1、A6出口設有電梯。廁所在付費區內。

### 月台配置
| 月台 | 路線     | 目的地                       |
| ---- | -------- | ---------------------------- |
| 1    | 大江戶線 | 飯田橋、新宿西口、都廳前方向 |
| 2    | 大江戶線 | 兩國、門前仲町、大門方向     |

（來源：都營地下鐵:車站構內圖（页面存档备份，存于））

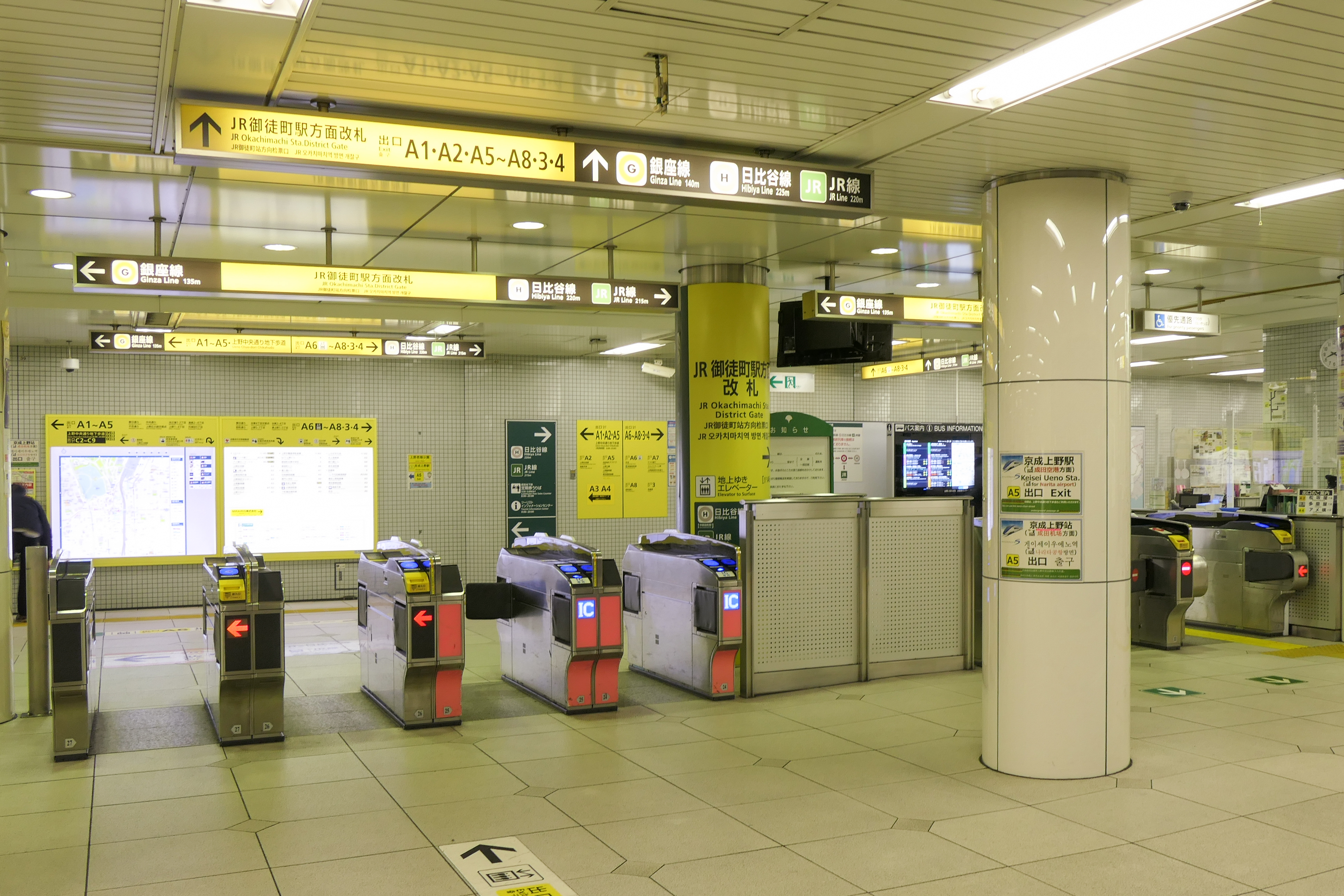
往JR御徒町站方向的驗票口（2022年12月）
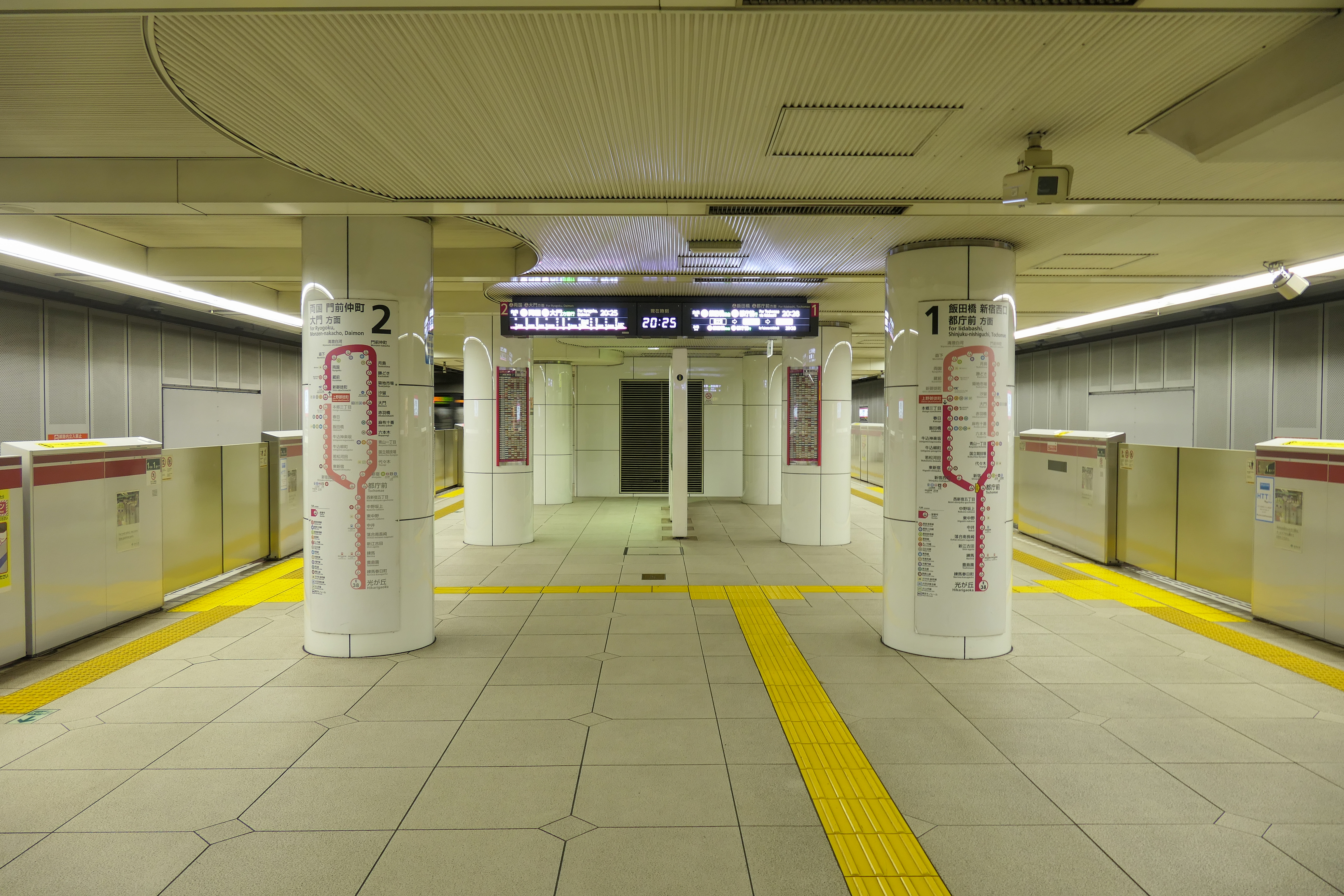
1號與2號月台（2022年12月）

## 利用狀況
2017年度1日平均上下車人次為58,303人（上車人次：29,296人、下車人次：29,007人）。
開業以來的1日平均上下車、上車人次變化如下表。
| 年度               | 1日平均 上下車人次 | 1日平均 上車人次 | 來源     |
| ------------------ | ------------------ | ---------------- | -------- |
| 2000年（平成12年） | 33,236             | 16,635           | [ * 1 ]  |
| 2001年（平成13年） | 41,355             | 21,037           | [ * 2 ]  |
| 2002年（平成14年） | 46,497             | 23,734           | [ * 3 ]  |
| 2003年（平成15年） | 47,496             | 24,180           | [ * 4 ]  |
| 2004年（平成16年） | 48,354             | 24,527           | [ * 5 ]  |
| 2005年（平成17年） | 48,789             | 24,677           | [ * 6 ]  |
| 2006年（平成18年） | 49,503             | 24,806           | [ * 7 ]  |
| 2007年（平成19年） | 50,899             | 25,427           | [ * 8 ]  |
| 2008年（平成20年） | 51,728             | 25,898           | [ * 9 ]  |
| 2009年（平成21年） | 51,581             | 25,911           | [ * 10 ] |
| 2010年（平成22年） | 51,081             | 25,623           | [ * 11 ] |
| 2011年（平成23年） | 50,264             | 25,189           | [ * 12 ] |
| 2012年（平成24年） | 52,296             | 26,229           | [ * 13 ] |
| 2013年（平成25年） | 53,160             | 26,656           | [ * 14 ] |
| 2014年（平成26年） | 54,021             | 27,072           | [ * 15 ] |
| 2015年（平成27年） | 55,060             | 27,620           | [ * 16 ] |
| 2016年（平成28年） | 55,856             | 28,010           | [ * 17 ] |
| 2017年（平成29年） | 58,303             | 29,296           |          |

## 車站周邊
本站周邊是阿美橫丁與松坂屋等大小商店聚集的地區，有許多雜貨店與食品店、飾品店、錶店。除了商店街，也有許多中層辦公大樓林立的街道。
本站是大江戶線最靠近上野公園的車站。

## 相鄰車站
都營地下鐵
 大江戶線
本鄉三丁目（E 08）－上野御徒町（E 09）－新御徒町（E 10）

### 來源
東京都統計年鑑
1. ↑  .   [2017-05-28]. （原始内容存档于2016-03-04）.
2. ↑  .   [2017-05-28]. （原始内容存档于2016-03-04）.
3. ↑  .   [2017-05-28]. （原始内容存档于2017-07-29）.
4. ↑  .   [2017-05-28]. （原始内容存档于2017-07-29）.
5. ↑  .   [2017-05-28]. （原始内容存档于2017-07-29）.
6. ↑  .   [2017-05-28]. （原始内容存档于2017-07-29）.
7. ↑  .   [2017-05-28]. （原始内容存档于2017-07-29）.
8. ↑  .   [2017-05-28]. （原始内容存档于2017-07-29）.
9. ↑  .   [2017-05-28]. （原始内容存档于2017-07-29）.
10. ↑  .   [2017-05-28]. （原始内容存档于2016-03-26）.
11. ↑  .   [2017-05-28]. （原始内容存档于2016-03-27）.
12. ↑  .   [2017-05-28]. （原始内容存档于2016-03-25）.
13. ↑  .   [2017-05-28]. （原始内容存档于2016-03-27）.
14. ↑  .   [2017-05-28]. （原始内容存档于2016-03-22）.
15. ↑  .   [2017-05-28]. （原始内容存档于2017-07-30）.
16. ↑  .   [2017-05-28]. （原始内容存档于2018-11-09）.
17. ↑  .   [2019-02-25]. （原始内容存档于2019-05-02）.

## 外部連結
- 上野御徒町 - 東京都交通局